# Plan 4
Plan cuatro, también estilizado como Plan 4, es una banda de groove metal de Buenos Aires, Argentina formada en el 2003.

## Historia
Luego de la disolución de Raíz, tres de sus exmiembros, el cantante Javier Compiano, el baterista Gonzalo Espejo y el guitarrista Leandro Zunni se unen a Diego Oviedo (ex Hentai) en el bajo para formar Plan 4. La banda editó oficialmente un EP de 6 temas conteniendo 3 canciones propias: «Libre», «El principio o el fin» y «Destino», dos versiones en vivo de estos dos últimos, y el videoclip de «Destino». Este EP fue distribuido en exclusiva por Crossover Distribución.
Plan 4 también ha participado del primer álbum tributo hispanoamericano a Black Sabbath, titulado Sabbath Crosses, incluyendo una versión del tema «T.V. Crimes» editado por el sello Blackstar y otra de la canción «Somebody put Something in my Drink» para el disco tributo doble a The Ramones Todos somos Ramones editado por el sello Rockaway Records. 
En el mes de agosto de 2005 Plan 4 edita Cambio de piel, su primer álbum de estudio, bajo una coproducción de los sellos Heaven Records y Días de Garage. El mismo contiene 14 canciones y fue grabado, mezclado y masterizado en los Estudios Abismo. En el mismo pueden escucharse canciones con potente sonido influido por el metal moderno que va desde los años 1990 en adelante, todo en un marco de composiciones compactas con gran variedad de melodías y agresión.
En el 2007 la banda saca al mercado su segundo LP titulado Dos caras muy bien recibido por su público que agotó totalmente la primera edición de la grabación. Este disco fue presentado a lo largo de la Capital Federal y el conurbano bonaerense. Al año siguiente lanzan un LP con rarezas, temas en vivo y versiones llamado Extrachaos Vol.1.
En el 2010 editan un nuevo álbum de estudio que lleva el nombre de En mil pedazos. El disco cuenta con doce canciones y fue producido por Javier Casas y Plan 4. Cuando finaliza la grabación, el bajista Diego Oviedo abandona la banda y entra en su lugar Jose Matías (Lechu) Maharbiz.
El 9 de marzo de 2012, mediante la página oficial, el grupo comunica la salida de Leandro Zunni por motivos personales y bajo los mejores términos. Es convocado Ezequiel Arias, guitarrista de la banda Clay para formar parte de la banda.
Con Ezequiel Arias en guitarra, la banda continuó sus shows en CABA, el conurbano y el interior del país. Lanzando en 2013 el disco "Horizonte Rojo Sangre", con el corte de difusión "El Nido de la Serpiente", con un sonido moderno y más agresivo que en sus discos anteriores.
Desde su incorporación, Ezequiel Arias no participaba de todos los shows, a veces ausentándose para tocar con su banda Clay o cosas personales, lo que llevó a la banda a tener 2 reemplazos móviles para sus shows y una inestable y poco profesional agenda.
En 2015, Arias se baja de la gira por México sólo con 2 semanas de antelación, sin razones profesionales. Obligando a la banda a darle lugar como guitarra a su asistente de stage, Pehuén Berdún. Quien era guitarrista del mánager de la banda, Pablo Rosales, en Santamadre y también en una prometedora banda en formación junto a Cesar Andino (cantante de Cabezones) y el bajista Federico Frisach.
En esta gira en México es donde Plan 4 decide reemplazar definitivamente a Ezequiel Arias por Pehuén Berdún. Una vez regresados a Argentina, formalizan el anuncio.
Con Berdún retoman la agenda de shows y editan el álbum "Lleva tu mente al limite" publicado en 2017.
En 2020 Matias "Lechu" Maharbis deja la banda tras 10 años para abocarse a su vida personal, y es reemplazado por De Abreu.
En 2022, debido a un golpe derivado de una convulsión, fallece Gonzalo Espejo, formador de la banda y referente indiscutido del metal argentino, además de ser una personalidad destacada amiga de figuras como Andreas Kisser o Philip Anselmo.
Su fallecimiento se produjo sólo a horas de diferencia del fallecimiento del también baterista argentino Martin Carrizo.
Tras el fallecimiento de Espejo, su asistente toma el lugar en la batería y Pehuén Berdún anuncia su desvinculación de la banda.

## Miembros
- Javier (Knario) Compiano - voz (2004-presente)
- Juan Ignacio De Abreu - bajo (2020-presente)
- Nicolás D'Cristofaro - guitarra (2022-presente)
- Junnior Sic - batería (2022-presente)

### Anteriores
- Diego Oviedo - bajo (2004-2010)
- Leandro Zunni † - guitarra (2004-2012)
- Ezequiel Arias - guitarra (2012-2014)
- José Matías (Lechu) Maharbiz - bajo (2010-2020)
- Gonzalo Espejo † - batería (2004-2022)
- Pehuen Berdun - guitarra (2014-2022)

## Discografía

### Álbumes de estudio
- Cambio de piel (2005)
- Dos caras (2007)
- En mil pedazos (2010)
- Horizonte rojo sangre (2013)
- Llevá tu mente al límite (2017)
- Mecanismo de odio (2024)

### EP
- Plan 4 (EP)

### Compilados
- Extrachaos Vol. 1 (2008)
- Extrachaos Vol. 2 (2020)

### DVD
- Noche de diablos (2010) DVD edición limitada, puesto a la venta en algunos recitales entre septiembre y noviembre del corriente.
- Que las Cabezas Rueden (2012) DVD Grabado en el Teatro Vorterix, el 18 de junio de 2011, e incluye, además, todos los videoclips de Plan 4, entrevistas a los músicos y fotos.

### Otras apariciones
- Sabbath Crosses, tributo a Black Sabbath, editado en el 2004 (canción «T.V. Crimes»)
- Todos somos Ramones, homenaje a The Ramones, editado en el 2004 (canción «Somebody put Something in my Drink»)
- Hangar de almas, tributo a Megadeth, editado en el 2005 (canción «Skin O' My Teeth»)
- Certificado De Muerte, tributo a Carcass, editado en el 2010 (canción «No Love Lost»)

## Videografía
| Año  | Canción                   | Álbum                    |
| ---- | ------------------------- | ------------------------ |
| 2006 | "Destino"                 | Cambio de Piel           |
| 2006 | "Nuevo Amanecer"          | Cambio de Piel           |
| 2007 | "La Jaula"                | Dos Caras                |
| 2007 | "Ella"                    | Dos Caras                |
| 2007 | "Mi Religión"             | Dos Caras                |
| 2011 | "Mi Falta de Fe"          | En Mil Pedazos           |
| 2014 | "El Nido de la Serpiente" | Horizonte Rojo Sangre    |
| 2017 | "En La Eternidad"         | Lleva tu Mente al Límite |
| 2017 | "Listos Para Matar"       | Lleva tu Mente al Límite |
| 2017 | "Soy El Fin"              | Lleva tu Mente al Límite |